# Spálenecký potok
Spálenecký potok (německy  a na německém území Danglesbach) je vodní tok v okrese Domažlice v Plzeňském kraji a v zemském okrese Cham vládního obvodu Horní Falc v Bavorsku v Německu, pravostranný přítok řeky Kouba.
Délka toku měří 10,31 km, z toho na českém území 4,89 km, na německém území 5,42 km.
Plocha povodí činí 28,36 km², z toho na českém území 17,26 km², na německém 11,1 km².

## Průběh toku
Potok pramení jihozápadně od zaniklé vesnice Šnory na severovýchodním úpatí Spáleného vrchu (668 m) v přírodním parku Český les. Na svém horním toku protéká potok jihovýchodním, později jižním směrem rozsáhlou lesní oblastí, kterou u Maxova opouští u silnice z České Kubice do Všerub. Pokračuje směrem k zaniklé vesnici Slatiny. Zde potok překračuje česko-německou hranici a dále se již nazývá Danglesbach. Asi po 11 km se dostane k jezeru Drachensee, kde se vlévá do řeky Kouby.

## Mlýny
Na Spáleneckém potoce stál na českém území mlýn v zaniklé vesnici Slatiny, který však spolu s vesnicí zanikl.